# Castel Sant'Angelo, Rieti
Castel Sant'Angelo är en ort och kommun i provinsen Rieti i regionen Lazio i Italien. Kommunen hade 1 310 invånare (2018).